# Adénosine diphosphate
Pour les articles homonymes, voir ADP.
L'adénosine diphosphate ou ADP est un nucléotide. C'est un ester de l'acide phosphorique et du nucléoside adénosine. L'ADP est constituée d'un groupe pyrophosphate, d'un sucre pentose, le ribose, et de l'adénine, une base nucléique.
L'ADP est le produit de déphosphorylation (en) de l'ATP par les enzymes ATPases. L'ADP est reconvertie en ATP par les enzymes ATP synthases. L'ADP peut réagir avec elle-même pour former une molécule d'ATP et une molécule d'AMP, réaction catalysée par l'enzyme adénylate kinase :
2 ADP  {\displaystyle \rightleftharpoons }  ATP + AMP.
L'ADP est le produit final qui résulte de la perte d'un groupe phosphate de l'ATP, situé à l'extrémité de la molécule.
La conversion de ces deux molécules joue un rôle critique dans l'acheminement d'énergie pour beaucoup de processus vitaux. La destruction d'une liaison phosphore de l'ATP produit environ 7,3 kilocalories par mole d'ATP. Cette énergie libérée est consommée par d'autres réactions biochimiques :
{\displaystyle \mathrm {ATP+reactif{\xrightarrow {enzyme}}produit+ADP} }
L'ADP peut ensuite être convertie, ou retransformée en ATP par des procédés permettant d'extraire de l'énergie disponible dans la nourriture ; chez les animaux, et chez l'homme en particulier, ce procédé est en très grande partie assuré par la respiration aérobie dans les mitochondries, qui transforme l'énergie libérée par la destruction du glucose en milieu oxygéné pour convertir l'ADP en ATP. Les plantes de leur côté utilisent aussi la respiration, mais également la photosynthèse pour convertir et stocker l'énergie lumineuse par la conversion de l'ADP en ATP.
L'ADP est stockée dans les granulations denses à l'intérieur des plaquettes sanguines et est libérée par l'activation des plaquettes. L'ADP interagit avec une famille de récepteurs ADP présents dans les plaquettes (P2Y1, P2Y12 et P2X1), permettant l'activation future des plaquettes. L'ADP dans le sang est convertie en adénosine par l'action des ecto-ADPases, inhibant une possible activation des plaquettes via leurs récepteurs adénosine. Le médicament antiagrégant plaquettaire Plavix (clopidogrel) inhibe les récepteurs P2Y12.